# Санрайз (Аляска)
Санрайз (англ. Sunrise) — переписна місцевість (CDP) в США, в окрузі Кенай штату Аляска. Населення — 15 осіб (2020).

## Географія
Санрайз розташований за координатами 60°52′12″ пн. ш. 149°28′4″ зх. д. / 60.87000° пн. ш. 149.46778° зх. д. (60.870068, -149.467798).  За даними Бюро перепису населення США в 2010 році переписна місцевість мала площу 33,73 км², уся площа — суходіл.

## Демографія
Згідно з переписом 2010 року, у переписній місцевості мешкало 18 осіб у 10 домогосподарствах у складі 5 родин. Густота населення становила 1 особа/км².  Було 27 помешкань (1/км²).
Расовий склад населення:
| - 94,4 % — білих - 5,6 % — азіатів |

До двох чи більше рас належало 0,0 %. Частка іспаномовних становила 0,0 % від усіх жителів.
За віковим діапазоном населення розподілялося таким чином: 16,7 % — особи молодші 18 років, 77,7 % — особи у віці 18—64 років, 5,6 % — особи у віці 65 років та старші. Медіана віку мешканця становила 47,5 року. На 100 осіб жіночої статі у переписній місцевості припадало 157,1 чоловіків;  на 100 жінок у віці від 18 років та старших — 114,3 чоловіків також старших 18 років.
Цивільне працевлаштоване населення становило 15 осіб. Основні галузі зайнятості: публічна адміністрація — 60,0 %, освіта, охорона здоров'я та соціальна допомога — 40,0 %.